# Depresión del Táchira
La depresión del Táchira es una franja de tierra que conecta la cuenca del Lago de Maracaibo con la cuenca del Orinoco en el estado Táchira, Venezuela. Forma una ruptura en los Andes orientales, separando el macizo de Tamá al oeste de la cordillera de Mérida al este. Se ha pensado que la depresión presenta una barrera para el movimiento de especies entre los Andes colombianos y venezolanos, pero este efecto puede haber sido relativamente bajo durante las últimas glaciaciones. Las montañas de la región tienen potencial para el cultivo de café y la generación de energía hidroeléctrica, mientras que los niveles más bajos son aptos para la agricultura.

## Localización
La cordillera Oriental de los Andes colombianos se bifurca desde el nodo de Pamplona en dos largas ramas. La cordillera de Periiá se extiende hacia el norte y el macizo del Tamá y la cordillera de Mérida se extienden en dirección noreste. La segunda rama está dividida por la depresión del Táchira, una zona de tierras bajas entre los valles del río Táchira al oeste, los ríos Lobaterita y Torbes al este y el Quinimarí al sur.
La depresión del Táchira tiene una superficie de unos 9.317 kilómetros cuadrados. La depresión tiene una vertiente norte en la cuenca del Lago de Maracaibo, drenada por los ríos Táchira, Lobatera, La Grita, Orope y Escalante, y una vertiente sur en la cuenca del Orinoco drenada por los ríos Uribante, Torbes, Quinimarí, Doradas, Sarare, Piscuri y Narvay

## Formación
Hace más de 50 millones de años, la depresión del Táchira era un estrecho que conectaba el lago de Maracaibo con la cuenca del Orinoco. Hoy separa el macizo de Tamá, una prolongación de la cordillera Oriental de los Andes colombianos, de la cordillera de Mérida en los Andes venezolanos. Esta brecha entre los Andes colombianos y venezolanos es producto de los movimientos orogénicos del Paleógeno que crearon grandes fallas, levantaron bloques y formaron grietas, incluyendo la depresión del Táchira. Hay cuatro fallas con tendencias noroeste-sudeste alineadas en escalón a través de la depresión del Táchira entre Córdoba en Colombia al oeste y Torondoy en Venezuela al este. Este patrón indica que la región al sur de la depresión debe haberse desplazado hacia el oeste en relación con la región al norte.

## Estructura

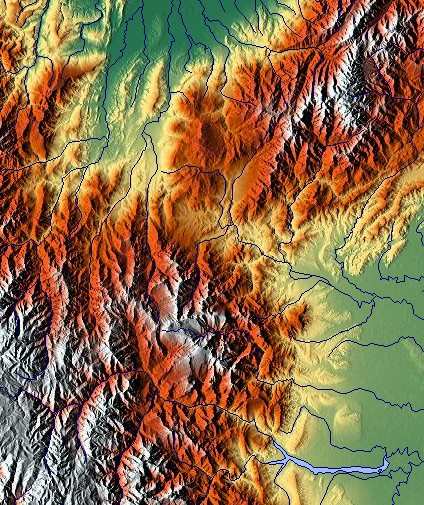
Mapa en relieve. La depresión separa el macizo de Tamá (abajo a la izquierda) de la cordillera de Mérida (arriba a la derecha).

La región puede dividirse en tres unidades fisiográficas principales: montañas, valles y piedemonte lacustre y llanura. Las montañas cubren el 71% de la superficie total, y se caracterizan por un relieve muy irregular con pendientes superiores al 35%, con montañas altas y bajas entre los páramos del Batallón la Negra. Los suelos son generalmente poco profundos y de baja fertilidad natural. Los valles que corren entre las montañas cubren el 7% del área, incluyendo los valles de los ríos Torbes, Grita, Quinimarí, Uribante, Venegará y Táchira. La región del piedemonte que se extiende al norte y el piedemonte de los Llanos al sureste cubren el 22% restante.

## Clima
El clima varía considerablemente en función del relieve de cada zona, que afecta a los vientos dominantes y a las precipitaciones. El clima es tropical en el piedemonte premontano y las montañas bajas, y en algunos valles, semiárido en regiones como Lobatera, San Antonio del Táchira y Ureña, y húmedo en las cuencas altas y medias de los ríos Uribante, Dorados y Camburito. En la vertiente sureste la influencia de las masas de aire de los llanos provoca una sola temporada de lluvias, generalmente de abril a noviembre. En la vertiente noroeste la influencia del Lago de Maracaibo provoca temporadas de lluvias de abril a junio y de septiembre a noviembre, y temporadas secas de diciembre a marzo y de julio a agosto. En algunas zonas la falta de agua hace que la agricultura dependa del riego, mientras que en otras el exceso de lluvia provoca erosión e inundaciones.

## Ecología
La depresión se divide entre la ecorregión de bosques montanos de la Cordillera Oriental al suroeste y la ecorregión de bosques montanos de los Andes venezolanos al noreste. Se fusiona con la ecorregión de bosques húmedos del Catatumbo al noroeste y la ecorregión de bosques secos de Apure-Villavicencio al sureste.
Se ha supuesto que la depresión del Táchira es una barrera para el movimiento de especies entre la cordillera de Mérida venezolana y la cordillera Oriental colombiana, ya que la flora y la fauna adaptadas al clima fresco y húmedo de la montaña encontrarían inadecuadas las condiciones cálidas y secas de la depresión. Sin embargo, durante el Último Máximo Glacial, entre 26.500 y 20.000 años antes del presente, el clima más frío hizo que los cinturones de vegetación superiores se desplazaran hacia las regiones más bajas. Es posible que los hábitats mésicos fríos de la cordillera Oriental y la cordillera de Mérida se hayan extendido por la depresión del Táchira durante este periodo.
Un estudio de 2015 que comparó la vulnerable corzuela de Mérida (Mazama bricenii) de la cordillera venezolana con su pariente la corzuela roja pequeña (Mazama rufina) de la cordillera colombiana, descubrió que la Mazama bricenii no debería considerarse una especie separada. Las dos poblaciones habrían intercambiado genes hasta el inicio del actual periodo interglacial del Holoceno, y puede que todavía lo estén haciendo. Esto puede aplicarse a otras especies de mamíferos que se consideran endémicas de la cordillera venezolana. Las únicas especies endémicas venezolanas que cumplían claramente las condiciones de estar restringidas al bosque nublado y/o al páramo, y de ser distintivas de sus parientes en la cordillera colombiana, eran el ratón de montaña de Reig (Aepeomys reigi), la musaraña de orejas pequeñas de Mérida (Cryptotis meridensis) y el coatí de montaña oriental (Nasuella meridensis).

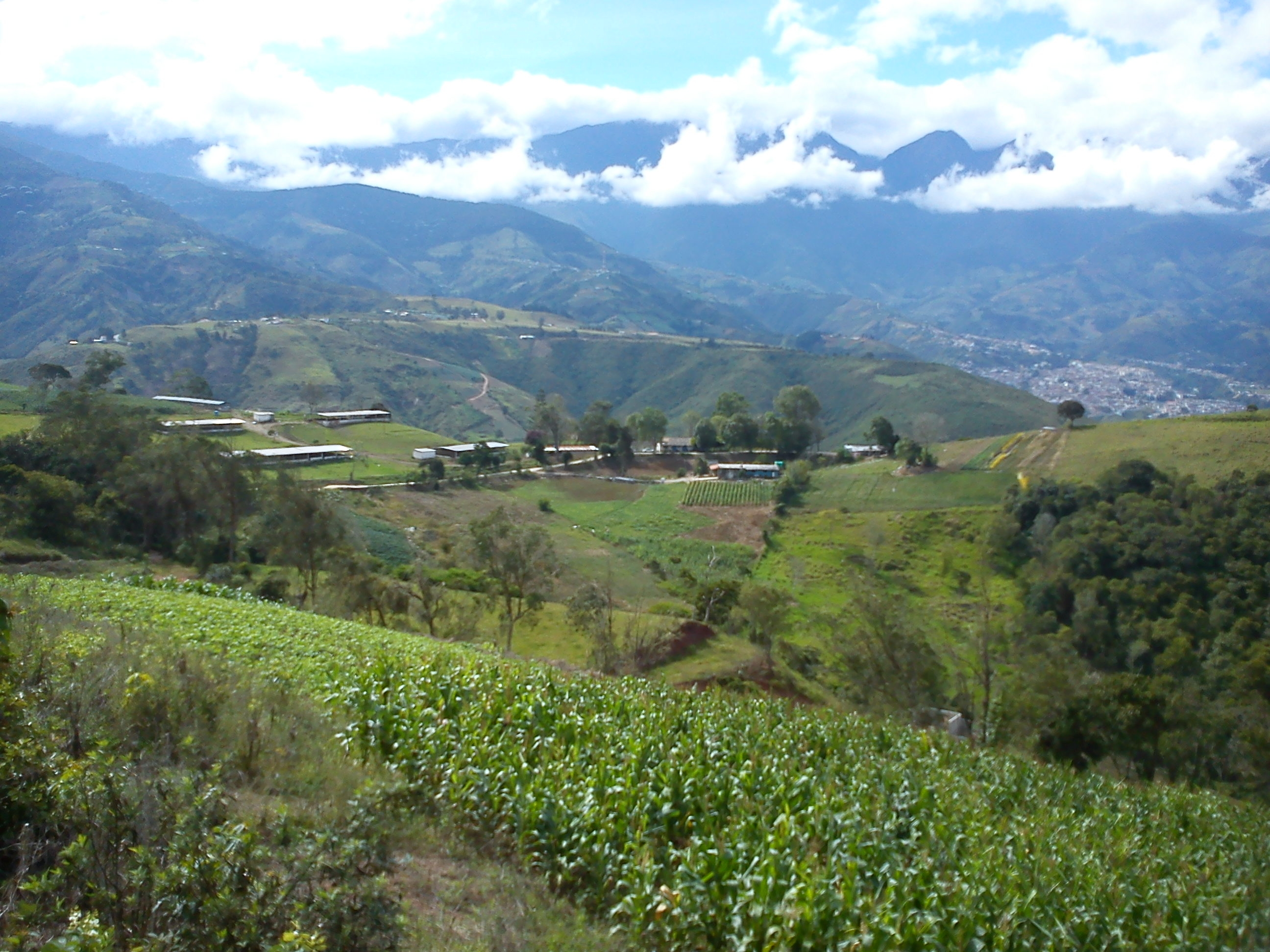
Paisaje sobre la ciudad de La Grita

## Economía
La depresión es importante porque da acceso desde el lago de Maracaibo a los llanos del sur y a Colombia. Las montañas de 800 a 1.800 metros tienen un buen potencial para el cultivo del café. Hay plantaciones de café y árboles frutales en algunas zonas muy localizadas de las montañas, y hay áreas con potencial agroforestal. Normalmente, el suelo de los valles cortos y estrechos es de tipo aluvial, provocado por las inundaciones, y valioso para la agricultura. La región del piedemonte también tiene un alto potencial agrícola. Los valles y las zonas de piedemonte son aptos para el cultivo de flores, frutas y para el ganado de leche. En 1983 se estaba construyendo el complejo hidroeléctrico Uribante-Caparo, con varias presas en los ríos Uribante, Doradas, Camburito y Capero, diseñado para producir 1.350 Mw de energía. Se planificaron microcentrales de generación en los cursos de agua donde las presas no son prácticas. La región, con su espectacular paisaje, su clima diverso y sus culturas tradicionales, tiene un potencial turístico considerable. La extracción de carbón en la depresión del Táchira puede amenazar la ecorregión de los bosques montanos de los Andes venezolanos en el adyacente macizo del Tamá.